# Ставиский, Максим
Максим Евгеньевич Ставиский (болг. Максим Стависки, род. 16 ноября 1977 года в Ростове-на-Дону, СССР) — российский и болгарский фигурист, выступавший в танцах на льду в паре с Албеной Денковой. Двукратный чемпион мира 2006 и 2007 года, серебряный призёр чемпионата мира 2004 года, бронзовый призёр чемпионата мира 2003 года, многократный призёр чемпионатов Европы, участник трёх Олимпиад (1998, 2002 и 2006 год), десятикратный чемпион Болгарии.

## Карьера
Первоначально Максим Ставиский выступал за Россию в паре с Анастасией Беловой. В 1996 году он встал в пару с Албеной Денковой и, получив болгарское гражданство, стал выступать за Болгарию.
Пара тренировалась в Одинцово у Алексея Горшкова. После чемпионата мира 2005 года в Москве они решают сменить тренера и едут в Делавэр (США) к Наталье Линичук и Геннадию Карпоносову. Под руководством новых тренеров пара дважды становится чемпионами мира (в 2006 и 2007 годах).
18 октября 2007 года, во время следствия по делу о автокатастрофе, виновником которой являлся Максим, Ставиский объявил, что заканчивает любительскую спортивную карьеру.
В 2008 году принял участие в программе Первого канала российского телевидения «Ледниковый период», где выступал в паре с актрисой Татьяной Арнтгольц. Позже Татьяна не смогла продолжить участие в программе из-за беременности, поэтому Максим продолжил кататься в паре с сестрой Татьяны Ольгой Арнтгольц. В 2009 году принял участие в этом же шоу в паре с актрисой Алисой Гребенщиковой.
В 2020 году они с Албеной стали тренерами седьмого сезона шоу «Ледниковый период».
Работает вместе с Александром Жулиным в качестве тренера, в частности, помогает в подготовке французской танцевальной пары Натали Пешала—Фабьян Бурза. Кроме того, выступает в качестве хореографа, например, в сезоне 2009—2010 вместе с Албеной Денковой поставил программы Бриану Жуберу.
В 2024 году принял участие в съёмках документального фильма «Роман Костомаров: Рождённый дважды».

## Автоавария
5 августа 2007 года Максим Ставиский стал участником ДТП на черноморском побережье Болгарии. На своем автомобиле «Хаммер» он выехал на полосу встречного движения и столкнулся с автомобилем «Хонда». В результате происшествия водитель «Хонды», 21-летний юноша, погиб, а 18-летняя девушка долгое время находилась в коме и осталась инвалидом. В крови Ставиского было обнаружено 1,29 промилле алкоголя, в то время как предельно допустимым показателем в Болгарии считается 0,5. Кроме того, Максим серьёзно превысил скорость.
30 января 2008 года Ставискому был вынесен приговор 2,5 года условно с испытательным сроком на пять лет, выплата компенсаций в размере около 150 тысяч евро и лишение прав управления транспортным средством на 4 года.
В марте 2008 года прокуратура города Бургаса подала протест по поводу слишком мягкого приговора. Прокурор требовал 2,5 года тюремного заключения, адвокаты потерпевших настаивали на более высоких выплатах, в частности, отец пострадавшей девушки, Мануэлы Горсовой, потребовал выплатить около миллиона евро. Первое слушание по апелляции прошло 7 апреля 2008 года и после месяца рассмотрений 7 мая 2008 года судом было вынесено решение оставить приговор без изменений.
Прокуратура города Бургаса, однако, приняла решение обжаловать приговор в Верховном суде Болгарии.
28 октября 2008 года Верховный кассационный суд Болгарии вернул дело фигуриста на доследование.
5 января 2009 года Апелляционный суд города Бургаса своим решением изменил ранее вынесенное условное наказание в 2,5 года на тюремное заключение при первоначальном облегченном режиме. Суд также изменил в сторону увеличения сумму выплат по гражданским искам на €15 тысяч в пользу каждого из родителей погибшего при аварии юноши и на €35 тысяч в пользу девушки, которая не вышла из комы. Адвокаты Ставиского заявили о несогласии с решением суда и сразу же подали встречную апелляцию.
```
12 мая
 
2009 года
 Верховный кассационный суд Болгарии утвердил первоначальный приговор — Ставиский не будет отбывать тюремный срок, однако заплатит компенсацию родственникам пострадавших
[
10
]
.
```

До аварии был лицом телевизионной рекламной кампании «Не карам пил» (рус. Не пью за рулем).

## Семья
Родители — инженеры Евгений Маркович Ставиский (род. 1947) и Рашель Моисеевна Ставиская (урождённая Иоффе, род. 1951), кандидат технических наук, автор научных трудов в области радиовещания. Р. М. Ставиская окончила факультет автоматики, телемеханики и электроники Московского электротехнического института (1973), в 1976—1993 годах работала научным сотрудником научно-исследовательского института телевидения и радиовещания Гостелерадио, в 1993—2008 годах — главный инженер и заместитель председателя в ФГБУ РГРК «Голос России» (иновещание); Е. М. Ставиский был научным сотрудником в Московском научно-исследовательском электротехническом институте. Со стороны отца в семье было много врачей. Дядя — Иосиф Маркович Ставиский, учёный-медик, доцент кафедры биохимии Ростовского медицинского университета, кандидат медицинских наук; дед, Марк Эфраимович (Эвраимович) Ставиский, был известным в городе военным хирургом. Семья жила в Ростове-на-Дону по улице Социалистической, 80 (угол улицы Семашко).
30 января 2011 года у Максима Ставиского и его партнёрши Албены Денковой родился сын Даниель.

## Программы
| Сезон     | Оригинальный танец | Произвольный танец                                                                         | Показательный номер |
| --------- | --- | ------------------------------------------------------------------------------------------ | ------------------- |
| 2006—2007 | - Libertango Астор Пьяццолла | - Lacrimosa (реквием) современная аранжировка t Моцарт - Ромео + Джульетта Крэйг Армстронг |                     |
| 2005—2006 | - Cha Cha Santa Esmeralda - Bésame Mucho (из Un Bolero Por Favor) Консуэло Веласкес                                                                                                | - Adagio современная обработка Ремо Джадзотто, Т.Альбинони                                 |                     |
| 2004—2005 | - Чарльстон Big Beat Band - Медленный фокстрот: You’ve Got a Friend in Me | - Lambarena — Bach to Africa Hughes de Courson, Иоганн Себастьян Бах                       |                     |
| 2003—2004 | - Блюз: It’s a Man’s Man’s Man’s World Джеймс Браун - Свинг (жанр): Big and Bad Big Bad Voodoo Daddy                                                                               | - Suite No. 4 in D-Minor Гендель                                                           |                     |
| 2002—2003 | - March for the Turkish Ceremonies Люлли исполнен Королевским филармоническим оркестром - Вальс: Dance of the Witches Генри Пёрселл исполнен Королевским филармоническим оркестром | - Afrah Baladi Mostafa Sax                                                                 |                     |
| 2001—2002 | - Танго: Fugata Астор Пьяццолла - Фламенко: Duende Терри Боззио, Tony Levin, Steve Stevens                                                                                         | - O (Cirque du Soleil) Benoit Jutras                                                       |                     |
| 2000—2001 | - Фокстрот: Тема из «Розовой пантеры» Генри Манчини - Квикстеп: I Wanna Be Like You (изThe Jungle Book)                                                                            | - Xotica — Journey to the Heart Рене Дюпере                                                |                     |
| 1999—2000 | - Speak up Mambo - Soledad - Give it up | - Xotica — Journey to the Heart Рене Дюпере                                                |                     |
| 1998—1999 | - Song of the Spirit Карл Дженкинс | - Sarabande Джон Лорд - Bourée Джон Лорд                                                   |                     |
| 1997—1998 | - Wooly Bully Доминго Самудио | - Sing, Sing, Sing Луи Прима - 1941 Hollywood Джон Уильямс                                 |                     |
| 1996—1997 | - El Choclo Angel Villoldo | - Sing, Sing, Sing Луи Прима - 1941 Hollywood Джон Уильямс                                 |                     |

## Спортивные достижения

### После 2001 года
| Соревнования               | 2001—2002 | 2002—2003 | 2003—2004 | 2004—2005 | 2005—2006 | 2006—2007 |
| -------------------------- | --------- | --------- | --------- | --------- | --------- | --------- |
| Зимние Олимпийские игры    | 7         |           |           |           | 5         |           |
| Чемпионаты мира            | 5         | 3         | 2         | 5         | 1         | 1         |
| Чемпионаты Европы          | 6         | 2         | 2         |           |           | 3         |
| Чемпионаты Болгарии        | 1         | 1         | 1         | 1         | 1         |           |
| Финалы Гран-При            |           |           |           | 3         |           | 1         |
| Skate America              |           |           |           |           |           | 1         |
| Trophee Eric Bompard       | 4         |           | 1         | 2         |           | 1         |
| Cup of Russia              |           | 3         |           |           |           |           |
| NHK Trophy                 | 3         |           | 1         | 1         | 2         |           |
| Skate Canada International | 4         | 2         | 1         |           |           |           |
| Bofrost Cup                |           | 1         |           | 1         |           |           |
| Finlandia Trophy           | 1         |           | 1         |           |           |           |

### До 2001 года
с А.Денковой
| Соревнования               | 1996—1997 | 1997—1998 | 1998—1999 | 1999—2000 | 2000—2001 |
| -------------------------- | --------- | --------- | --------- | --------- | --------- |
| Зимние Олимпийские игры    |           | 18        |           |           |           |
| Чемпионаты мира            | 19        | 17        | 11        |           | 10        |
| Чемпионаты Европы          | 17        | 16        | 9         |           | 8         |
| Чемпионаты Болгарии        | 1         | 1         | 1         | 1         | 1         |
| Cup of Russia              |           |           |           |           | 5         |
| NHK Trophy                 |           |           |           | 6         |           |
| Skate Canada International |           |           | 5         |           |           |
| Bofrost Cup                |           |           | 6         | 3         |           |
| Nebelhorn Trophy           |           | 3         |           |           |           |
| Золотой конёк Загреба      |           |           |           | 2         |           |
| Finlandia Trophy           |           |           | 1         | 1         | 1         |
| Мемориал Карла Шефера      |           |           | 1         |           |           |

## Награды
- Орден «Стара Планина» I степени (2007)[18]